# Fianarantsoa
Fianarantsoa er en by i den sydlige del af Madagaskar, med et indbyggertal (pr. 2001) på cirka 144.000. Byen er hovedstad i en provins af samme navn.
21°27′S 47°05′Ø / 21.450°S 47.083°Ø
- Wikimedia Commons har flere filer relateret til Fianarantsoa